# Municipio de Union (condado de Ste. Genevieve)
El municipio de Union (en inglés: Union Township) es un municipio ubicado en el condado de Ste. Genevieve en el estado estadounidense de Misuri. En el año 2010 tenía una población de 2779 habitantes y una densidad poblacional de 11,83 personas por km².

## Geografía
El municipio de Union se encuentra ubicado en las coordenadas 37°52′43″N 90°19′42″O / 37.87861, -90.32833. Según la Oficina del Censo de los Estados Unidos, el municipio tiene una superficie total de 234.84 km², de la cual 233,55 km² corresponden a tierra firme y (0,55 %) 1,29 km² es agua.

## Demografía
Según el censo de 2010, había 2779 personas residiendo en el municipio de Union. La densidad de población era de 11,83 hab./km². De los 2779 habitantes, el municipio de Union estaba compuesto por el 98,52 % blancos, el 0,4 % eran afroamericanos, el 0,47 % eran amerindios, el 0,04 % eran asiáticos, el 0,25 % eran de otras razas y el 0,32 % eran de una mezcla de razas. Del total de la población el 0,68 % eran hispanos o latinos de cualquier raza.